# Ženski Nogometni Klub Osijek
Lo Ženski nogometni klub Osijek è una squadra di calcio femminile croata di Osijek. Milita nella Prva hrvatska nogometna liga za žene, la massima serie del campionato croato femminile di calcio.

## Storia
Fondata nel 1990, l'Osijek è la squadra più vincente del calcio femminile croato, capace di vincere 21 volte il titolo di campione nazionale e di conquistare 18 edizioni della Coppa di Croazia. I successi nel campionato croato hanno permesso al club di prendere parte a molteplici edizioni della Champions League.
Nella stagione 2013-2014 vince il diciottesimo titolo nazionale e la sedicesima coppa di Croazia; si tratta dell'ottava doppietta campionato-coppa consecutiva.

## Palmarès
- Campionato croato: 23

1993-1994, 1994-1995, 1995-1996, 1996-1997, 1997-1998, 1998-1999, 1999-2000, 2000-2001, 2001-2002, 2002-2003, 2006-2007, 2007-2008, 2008-2009, 2009-2010, 2010-2011, 2011-2012, 2012-2013, 2013-2014, 2014-2015, 2015-2016, 2016-2017, 2017-2018, 2020-2021
- Coppa di Croazia femminile: 19

1994-1995, 1995-1996, 1996-1997, 1997-1998, 1998-1999, 1999-2000, 2000-2001, 2001-2002, 2006-2007, 2007-2008, 2008-2009, 2009-2010, 2010-2011, 2011-2012, 2012-2013, 2013-2014, 2014-2015, 2015-2016, 2016-2017

## Statistiche

### Risultati nelle competizioni UEFA
| Stagione | Competizione     | Fase                         | Avversario          | Risultato | Risultato | Risultato |
| Stagione | Competizione     | Fase                         | Avversario          | andata    | ritorno   | aggregato |
| -------- | ---------------- | ---------------------------- | ------------------- | --------- | --------- | --------- |
| 2001-02  | UEFA Women's Cup | fase a gironi                | Tolosa              | 0-6       | 0-6       | 0-6       |
| 2001-02  | UEFA Women's Cup | fase a gironi                | Ayr United          | 3-3       | 3-3       | 3-3       |
| 2001-02  | UEFA Women's Cup | fase a gironi                | Legenda Černigov    | 2-3       | 2-3       | 2-3       |
| 2002-03  | UEFA Women's Cup | fase a gironi, secondo turno | Shamrock Rovers     | 1-3       | 1-3       | 1-3       |
| 2002-03  | UEFA Women's Cup | fase a gironi, secondo turno | 1. FFC Francoforte  | 0-8       | 0-8       | 0-8       |
| 2002-03  | UEFA Women's Cup | fase a gironi, secondo turno | Mašinac PZP Niš     | 0-6       | 0-6       | 0-6       |
| 2003-04  | UEFA Women's Cup | fase a gironi, primo turno   | SFK 2000            | 3-0       | 3-0       | 3-0       |
| 2003-04  | UEFA Women's Cup | fase a gironi, primo turno   | Temir Zholy         | 2-1       | 2-1       | 2-1       |
| 2003-04  | UEFA Women's Cup | fase a gironi, primo turno   | Cardiff City Ladies | 2-4       | 2-4       | 2-4       |
| 2003-04  | UEFA Women's Cup | fase a gironi, secondo turno | Foroni Verona       | 0-10      | 0-10      | 0-10      |
| 2003-04  | UEFA Women's Cup | fase a gironi, secondo turno | Femina              | 3-3       | 3-3       | 3-3       |
| 2003-04  | UEFA Women's Cup | fase a gironi, secondo turno | Ėnergija Voronež    | 0-13      | 0-13      | 0-13      |
| 2007-08  | UEFA Women's Cup | fase a gironi, primo turno   | 1º Dezembro         | 0-7       | 0-7       | 0-7       |
| 2007-08  | UEFA Women's Cup | fase a gironi, primo turno   | Rapide Wezemaal     | 0-2       | 0-2       | 0-2       |
| 2007-08  | UEFA Women's Cup | fase a gironi, primo turno   | Cardiff City Ladies | 2-1       | 2-1       | 2-1       |
| 2008-09  | UEFA Women's Cup | fase a gironi, primo turno   | Alma KTZh           | 1-3       | 1-3       | 1-3       |
| 2008-09  | UEFA Women's Cup | fase a gironi, primo turno   | CFF Clujana         | 1-3       | 1-3       | 1-3       |
| 2008-09  | UEFA Women's Cup | fase a gironi, primo turno   | Glentoran           | 1-1       | 1-1       | 1-1       |
| 2009-10  | Champions League | gironi di qualificazione     | Everton             | 1-3       | 1-3       | 1-3       |
| 2009-10  | Champions League | gironi di qualificazione     | Team Strømmen       | 0-9       | 0-9       | 0-9       |
| 2009-10  | Champions League | gironi di qualificazione     | Levadia Tallinn     | 1-4       | 1-4       | 1-4       |
| 2010-11  | Champions League | gironi di qualificazione     | Rossijanka          | 0-5       | 0-5       | 0-5       |
| 2010-11  | Champions League | gironi di qualificazione     | 1º Dezembro         | 1-4       | 1-4       | 1-4       |
| 2010-11  | Champions League | gironi di qualificazione     | St Francis          | 3-5       | 3-5       | 3-5       |
| 2011-12  | Champions League | gironi di qualificazione     | NSA Sofia           | 1-1       | 1-1       | 1-1       |
| 2011-12  | Champions League | gironi di qualificazione     | Bobruichanka        | 1-0       | 1-0       | 1-0       |
| 2011-12  | Champions League | gironi di qualificazione     | Crusaders Strikers  | 5-1       | 5-1       | 5-1       |
| 2011-12  | Champions League | sedicesimi di finale         | Göteborg            | 0-4       | 0-7       | 0-11      |
| 2012-13  | Champions League | gironi di qualificazione     | Glasgow City        | 2-3       | 2-3       | 2-3       |
| 2012-13  | Champions League | gironi di qualificazione     | PK-35 Vantaa        | 1-3       | 1-3       | 1-3       |
| 2012-13  | Champions League | gironi di qualificazione     | Noroc               | 11-1      | 11-1      | 11-1      |
| 2013-14  | Champions League | gironi di qualificazione     | Glasgow City        | 0-7       | 0-7       | 0-7       |
| 2013-14  | Champions League | gironi di qualificazione     | Twente              | 0-4       | 0-4       | 0-4       |
| 2013-14  | Champions League | gironi di qualificazione     | Birkirkara          | 7-1       | 7-1       | 7-1       |
| 2014-15  | Champions League | gironi di qualificazione     | Goliador Chişinău   | 12-0      | 12-0      | 12-0      |
| 2014-15  | Champions League | gironi di qualificazione     | Amazones Dramas     | 3-1       | 3-1       | 3-1       |
| 2014-15  | Champions League | gironi di qualificazione     | Spartak Subotica    | 1-0       | 1-0       | 1-0       |
| 2014-15  | Champions League | sedicesimi di finale         | Zürigo              | 2-5       | 0-2       | 2-7       |
| 2015-16  | Champions League | gironi di qualificazione     | Noroc               | 4-0       | 4-0       | 4-0       |
| 2015-16  | Champions League | gironi di qualificazione     | Benfica             | 0-3       | 0-3       | 0-3       |
| 2015-16  | Champions League | gironi di qualificazione     | Spartak Subotica    | 0-3       | 0-3       | 0-3       |
| 2016-17  | Champions League | gironi di qualificazione     | Dragon 2014         | 14-1      | 14-1      | 14-1      |
| 2016-17  | Champions League | gironi di qualificazione     | Minsk               | 0-5       | 0-5       | 0-5       |
| 2016-17  | Champions League | gironi di qualificazione     | Standard Liegi      | 1-1       | 1-1       | 1-1       |
| 2017-18  | Champions League | gironi di qualificazione     | Istatov             | 7-0       | 7-0       | 7-0       |
| 2017-18  | Champions League | gironi di qualificazione     | KÍ Klaksvík         | 4-0       | 4-0       | 4-0       |
| 2017-18  | Champions League | gironi di qualificazione     | Stjarnan            | 0-1       | 0-1       | 0-1       |

## Organico

### Rosa 2020-2021
| N. |                    | Ruolo | Calciatrice      |
| -- | ------------------ | ----- | ---------------- |
| 2  | Croazia (bandiera) | D     | Matea Bićan      |
| 3  | Croazia (bandiera) | C     | Mateja Bulut     |
| 4  | Croazia (bandiera) | A     | Lara Lucić       |
| 5  | Croazia (bandiera) | D     | Katarina Pranješ |
| 6  | Croazia (bandiera) | D     | Iva Culek        |
| 7  | Croazia (bandiera) | C     | Kristina Nevrkla |
| 8  | Croazia (bandiera) | C     | Violeta Baban    |
| 9  | Croazia (bandiera) | A     | Lorena Balić     |
| 10 | Croazia (bandiera) | C     | Izabela Lojna    |

| N. |                    | Ruolo | Calciatrice       |
| -- | ------------------ | ----- | ----------------- |
| 11 | Croazia (bandiera) | A     | Monika Conjar     |
| 14 | Croazia (bandiera) | C     | Marija Kunštek    |
| 15 | Croazia (bandiera) | D     | Martina Matijević |
| 16 | Croazia (bandiera) | A     | Martina Šalek     |
| 17 | Croazia (bandiera) | A     | Ena Pernar        |
| 18 | Croazia (bandiera) | D     | Tamara Laslavić   |
| 19 | Croazia (bandiera) | C     | Ivana Maltašić    |
| 20 | Croazia (bandiera) | C     | Elena Šipoš       |
| 30 | Croazia (bandiera) | P     | Karla Slanovic    |

### Rosa 2017-2018
Rosa come da sito UEFA.
| N. |                    | Ruolo | Calciatrice      |
| -- | ------------------ | ----- | ---------------- |
| 1  | Croazia (bandiera) | P     | Mia Pirić        |
| 2  | Croazia (bandiera) | D     | Radmila Dadić    |
| 3  | Croazia (bandiera) | C     | Mateja Bulut     |
| 4  | Croazia (bandiera) | A     | Monika Čavić     |
| 5  | Croazia (bandiera) | D     | Ana Kovač        |
| 6  | Croazia (bandiera) | C     | Iva Jakovac      |
| 7  | Croazia (bandiera) | D     | Kristina Nevrkla |
| 8  | Croazia (bandiera) | C     | Violeta Baban    |
| 9  | Croazia (bandiera) | A     | Lorena Balić     |
| 10 | Croazia (bandiera) | C     | Maja Joščak      |
| 12 | Croazia (bandiera) | P     | Tea Tolić        |
| 13 | Croazia (bandiera) | A     | Mateja Andrlić   |

| N. |                                 | Ruolo | Calciatrice       |
| -- | ------------------------------- | ----- | ----------------- |
| 14 | Croazia (bandiera)              | C     | Maria Kunštek     |
| 15 | Bosnia ed Erzegovina (bandiera) | D     | Antonela Radeljić |
| 16 | Croazia (bandiera)              | A     | Ena Pernar        |
| 17 | Croazia (bandiera)              | A     | Izabela Lojna     |
| 18 | Croazia (bandiera)              | D     | Mateja Findrik    |
| 19 | Croazia (bandiera)              | D     | Lea Zdunić        |
| 21 | Croazia (bandiera)              | D     | Ivana Bojčić      |
| 22 | Croazia (bandiera)              | P     | Nensi Adamović    |
| 24 | Croazia (bandiera)              | C     | Ivana Maltašić    |
| 25 | Croazia (bandiera)              | D     | Iva Culek         |
| 26 | Croazia (bandiera)              | D     | Tamara Laslavić   |